# Џорџ Расел
Џорџ Вилијам Расел (енгл. George William Russell; 15. фебруар 1998), британски је аутомобилиста возач формуле 1, који тренутно вози за тим Мерцедес. Био је шампион Формуле 2 2018. године са тимом АРТ и шампион Формуле 3 за 2017. Због болести Луиса Хамилтона, Џорџ Расел је био његова замена на Великој награди Сакира. Део је Мерцедесовог јуниор програма.

## Лични живот
Џорџ је рођен у Кингс Лину, у Норфорку, Уједињено Краљевство. Његови родитељи су Стив и Алисон Расел. Има старију сестру Кару и брата Бенџија. Џорџ је почео да вози картинг са 7 година. Одрастао је у Визбеху, у Кембриџширу, Уједињено Краљевство и похађао је Визбешку гимназију пре него што се преселио у Милтон Кејнс, како би живео ближе својим тркачким тимовима.

## Јуниорска тркачка каријера

### Картинг
Расел је почео да вози картинг 2006. године и брзо је узнапредовао до кадетске класе. Године 2009. постао је шампион МСА, као и победник Британског отвореног шампионата. Године 2010. је узнапредовао до Ротакс Мини Макс категорије где је успео да освоји Британски шампионат, Формула Карт Старс шампионат и Велику награду Британског Картмастерса. Након свих успеха, Џорџ је прешао у КФ3 класу 2011. године, где је освојио титулу у СКУСА Супернешналс шампионату и постао је шампион Европе, титулу коју је успешно бранио у 2012. години. Последња у картингу му је била 2013. година, када је у категорији КФ1 завршио као 19. у укупном пласману.

### Формула Рено 2.0
Током 2014. године, Џорџ је дебитовао у Формула Рено 2.0 шампионату. Први тим му је био Према, међутим, у последњем тренутку је прешао у тим Коиранен. Иако је пропустио једну трку због болести, у укупном пласману је завршио четврти, узимавши једини подијум на Ред бул рингу, у Аустрији.
Џорџ је такође учествовао у две трке у Еврокупу Формуле Рено 2.0. Прва трка се одржала у Москви, где је возио за тим Коиранен, а онда је прешао у тим Тех 1 рејсинг за последњу трку на стази у Херезу. У последњој трци у сезони је победио, почевши с пол позиције.

### Формула 4
Током 2014. године Расел се такмичио и у шампионату Формуле 4, с тимом Ланан рејсинг, браниоцем титуле. Последњу трку сезоне је одвезао на стази Снетерон. Почевши с пол позиције, успео је да победи у тој трци и да освоји титулу с 3 бода разлике од другопласираног Маинија.
Као награда за освајање шампионата Формуле 4, Раселу се указала прилика да тестира болид коришћен од стране тима Адрен Мотоспортс у Формули 3, на стази у Абу Дабију. Децембра 2014. године, Расел је постао најмлађи победник престижне Макларенове награде. Изабран је из групе возача коју су чинили и Александер Албон, Бен Барникоут, Сенан Фидлинг, Себ Морис и Харисон Скот. Том приликом је освојио и новчану награду од 100.000 фунти, чланство у БРДЦ-у и тест Формула 1 болида тима Макларен. Фебруара 2015. године, Расел је изабран за једног од дванаест возача који ће се прикључити БРДЦ Суперстар прораму. Он је уједно и најмлађи возач којем је то пошло за руком.

### Формула 3
Године 2017. Расел је потписао уговор са АРТ Гран При тимом. Пре тога је возио за њих на постсезонском тестирању на стази у Абу Дабију, новембра 2016. године.
Џорџ је солидно стартовао сезону на стази у Барселони, где је викенд завршио на 4. и 5. месту. На следећој трци у Аустрији, на стази Ред бул ринг, остварио је пол позицију и успео да победи. Расел је на две трке у Силверстону, након квалификација, завршио на првој позицији, Прву пол позицију је успешно конвертовао у своју победу, док је на другој трци завршио четврти.
На Спа Франкоршампу је био изузетно доминантан. Током обе трке је квалификације завршио на првој позицији, постављајући најбрже кругове. На првој трци је победио, а на другој завршио на другом месту. На тај начин је још више повећао бодовну разлику између њега и другопласираног возача.
Следећи викенд је био у Италији, на стази у Монци, мада је због лоших временских услова одвезена само једна трка, уместо две. Џорџ је на тој трци победио и на тај начин остварио четврту победу у сезони.
Расел је до краја сезоне победио још четири пута, три пута је био на пол позицији и имао је пет остварених подијума. Било му је довољно само да заврши у првих десет на стази у Херезу како би постао нови шампион Формуле 3. То је и учинио, након четврте позиције у другој трци.

### Формула 2
У јануару 2018. године, Расел је потписао за Формула 2 екипу АРТ Гран При. Дебитовао је у болиду Далара Ф2, током продужене сезоне са 12 трка. Проглашен је и за резервног возача екипе Мерцедес, делећи част са Паскалом Верлајном, немачким возачем.
На дебитанској трци у Бахреину, Расел је након квалификација завршио на другом месту, а трку је завршио као петопласирани.
У Бакуу, другој трци сезоне, Расел је већим делом водио, међутим, због несреће на стази, није успео да своје вођство претвори у победу, након поновног почетка. На следећој трци је успео да са почетног дванаестог места победи, уједно постављајући и најбржи круг трке.
Своју другу победу је Џорџ забележио на стази у Барселони, након велике борбе са Ником де Врисом. На другој трци је са четвртог места почео, а завршио је као другопласирани.
Током викенда у Монте Карлу, Џорџов болид је имао проблема са мотором на тренингу, што га је значајно успорило у трци. Квалификовао се за 16. позицију, а завршио је ван поена.
На следећој трци у Француској, Расел је узео прву пол позицију у Формули 2. Био је водећи током већине трке и на тај начин забележио своју трећу победу у сезони. Своје успехе је претворио у титулу победом на последњој трци у Абу Дабију, након борбе за прво место са Ландом Норисом.

## Сениорска тркачка каријера

### Формула 1
На почетку 2017. године, Расел се прикључио Мерцедесовом Јуниорском програму. Озваничено је да ће Џорџ тестирати један од Мерцедесових болида у Мађарској 1. и 2. августа. У новембру је на Великој награди Бразила дебитовао на Формула 1 трци, возећи први тренинг у болиду екипе Форс Индија. Такође, на стази у Абу Дабију је тестирао њихов болид на првом тренингу.
Расел је тестирао нове Пирелијеве пнеуматике за Форс Индију маја 2018. године.

#### Вилијамс (2019–2021)

##### 2019. сезона
Октобра 2018. године, Расел је потписао вишегодишњи уговор са екипом Вилијамса. Наредне сезоне је возио у тиму са Робертом Кубицом у болиду Вилијамс FW42, тада најспоријем болиду на стази. Због тога, Раселов једини ривал је заправо био његов клупски колега. То се променило на кишовитој Великој награди Немачке. Џорџ је завршио трку као тринаестопласирани, али је због казне Алфа Ромеових возача завршио на 11. месту. У последњим круговима га је претекао клупски колега, па је због тога остао без бодова.
Прво Џорџово одустајање се десило на Великој награди Сингапура, када га је ударио Ромен Грожан након неуспелог покушаја обилажења. На наредној трци у Русији је такође био приморан да одустане након проблема са пнеуматицима. На хаотичној трци у Бразилу је Џорџ једино могао да покаже своју компетитивност, завршавајући трку на 12. месту, а само 1.5 секунда га је делила од својих првих бодова.
Расел је сезону 2019. завршио на последњем 20. месту као једини возач који током читаве сезоне није остварио ни један поен.

##### 2020. сезона
Током 2020. године, Џорџ је наставио да вози за Вилијамс, али овога пута је његов тимски колега био Николас Латифи, другопласирани возач у Ф2 шампионату у сезони 2019. У првој трци у Аустрији је био приморан да одустане због проблема са мотором. На наредној Великој награди Штајерске је након кишовитих квалификација завршио на 11. позицији. Након пар грешака и излетања са стазе, Џорџ је завршио тек на 16. позицији, пошто се мучио да одржи корак са другим болидима током читаве трке.
На Великој награди Белгије, Расел је поново био приморан да одустане након судара са болидом Антонија Ђовинација. На Великој награди Тоскане, Џорџ је почео са 18. позиције, али је успео да дође чак до деветог места које би му донело вредна два поена. Међутим, након истакнутих црвених застава и рестарта трке, није успео да одржи своју позицију, већ је трку завршио на претпоследњем 11. месту. За трку у Сочију се квалификовао 14. и на тај начин шести пут учествовао у другом кругу квалификација у Формули 1. На стази Имола је одустао након своје грешке, излетања са стазе и ударања у заштитни зид. 

##### Замена за Мерцерес на Великој награди Сакира
Џорџ Расел је на Великој награди Сакира заменио Луиса Хамилтона у Мерцедесу, након његовог позитивног теста на коронавирус. Том приликом је рекао да не осећа никакав притисак, да се оваква прилика дешава једном у животу и да не жели да је пропусти. Шеф тима, Тото Волф, је изјавио да очекује да Џорџ трку заврши бар у петорици најбољих. Квалификовао се други, док је његов клупски колега Валтери Ботас био бржи од њега за 23 хиљадитинке. Одмах након прве кривине, Џорџ је остварио вођство и није га испуштао до каснијег стадијума трке. Тада је возило безбедности изашло на стазу, а Мерцедесови возачи су одлучили да оду на промену пнеуматика како би били бржи у самом финишу трке. Међутим, грешка Мерцедесовог тима за замену гума је довела до тога да је Расел био приморан да поново оде на замену пнеуматика због тога што је користио предње гуме његовог тимског колеге, што је забрањено. Због тога је Џорџ испустио вођство. Иако је успео да се врати међу тројицу најбољих, задњи леви пнеуматик му је пукао, па је био приморан да оде на још једну замену гума, што га је вратило безмало на зачеље. Међутим, својом добром вожњом је успео да се пробије у првих 10 и да освоји поене, између осталог постављајући и најбржи круг трке.

#### Мерцедес (2022–)
Расел се придружио Мерцедесу у 2022. заменивши Валтерија Ботаса и придруживши се седмоструком светском шампиону Луису Хамилтону. Уочи сезоне 2022. Расел је одлучио да радикално ревидира свој дизајн кациге тако што је одбацио свој претходни црвени дизајн кациге у корист претежно црног дизајна са црвеном бојом само из поштовања према Михаелу Шумахеру. У својој првој трци као стални возач Мерцедеса, Расел је завршио четврти.

## Тркачки успеси
| Сезона | Такмичење                | Тим           | Трке | Победе | Пол позиције | Најбржи кругови | Подијуми | Поени | Позиција |
| ------ | ------------------------ | ------------- | ---- | ------ | ------------ | --------------- | -------- | ----- | -------- |
| 2014.  | Формула 4                | Ланан рејсинг | 24   | 5      | 3            | 4               | 11       | 483   | 1.       |
| 2014.  | Формула Рено 2.0         | Коиранен ГП   | 12   | 0      | 0            | 0               | 1        | 123   | 4.       |
| 2014.  | Еврокуп Формула Рено 2.0 | Коиранен ГП   | 2    | 0      | 0            | 0               | 0        | 0     | /        |
| 2014.  | Еврокуп Формула Рено 2.0 | Тех 1 Рејсинг | 2    | 1      | 1            | 1               | 1        | 0     | /        |
| 2015.  | Формула 3                | Карлин        | 33   | 1      | 0            | 0               | 3        | 203   | 6.       |
| 2015.  | Формула 3 Мастерс        | Карлин        | 1    | 0      | 0            | 0               | 1        | /     | 2.       |
| 2016.  | Формула 3                | ХајТех ГП     | 30   | 2      | 3            | 3               | 10       | 264   | 3.       |
| 2016.  | Велика награда Мака́a     | ХајТех ГП     | 1    | 0      | 1            | 0               | 0        | /     | 7.       |
| 2017.  | Формула 3                | АРТ Гран При  | 15   | 4      | 4            | 5               | 7        | 220   | 1.       |
| 2018.  | Формула 2                | АРТ Гран При  | 24   | 7      | 5            | 6               | 11       | 287   | 1.       |
| 2019.  | Формула 1                | Вилијамс      | 21   | 0      | 0            | 0               | 0        | 0     | 20.      |
| 2020.  | Формула 1                | Вилијамс      | 16   | 0      | 0            | 0               | 0        | 3     | 18.      |
| 2020.  | Формула 1                | Мерцедес АМГ  | 1    | 0      | 0            | 1               | 0        | 3     | 18.      |
| 2021.  | Формула 1                | Вилијамс      | 22   | 0      | 0            | 0               | 1        | 16    | 15.      |
| 2022.  | Формула 1                | Мерцедес      | 17   | 0      | 1            | 0               | 7        | 203*  | 4.*      |

* Сезона је још у току.